# Dramat mieszczański
Dramat mieszczański - odmiana dramatu popularna w XVIII i pierwszej połowie XIX wieku. Swą tematyką i formą przeciwstawiał się regułom dramatu klasycystycznego. Dramat mieszczański miał duże znaczenie dla rozwoju nowych form inscenizacyjnych i przyczynił się do powstania melodramatu. Do najważniejszych twórców dramatu mieszczańskiego należeli Denis Diderot i Friedrich Schiller, Stanisław Trembecki, Wojciech Bogusławski, Michał Bałucki.